# NGC 6129
NGC 6129 is een lensvormig sterrenstelsel in het sterrenbeeld Noorderkroon. Het hemelobject werd op 30 mei 1791 ontdekt door de Britse astronoom William Herschel.

## Synoniemen
- MCG 6-36-37
- ZWG 196.48
- NPM1G +38.0362
- PGC 57920